# Matías Miramontes
Matías Martín Miramontes (Banfield, 2 dicembre 1981) è un ex calciatore argentino, di ruolo centrocampista.
Possiede il passaporto italiano.

## Carriera
Cresciuto nel Temperley, nel 2003 approda nella Serie B italiana nel Venezia. Dopo due stagioni si trasferisce in Portogallo all'União Leiria (Primeira Liga), prima di far ritorno in patria con le maglie di Newell's Old Boys e Gimnasia (J) (Primera División Argentina). Nell'estate del 2008 fa nuovamente ritorno in Italia, accasandosi questa volta all'Ancona, sempre in Serie B.
Il giocatore argentino rimane svincolato dopo il fallimento della società marchigiana a fine stagione del campionato cadetto 2009-2010. Viene quindi ingaggiato dalla Cremonese per la stagione 2010-2011 in Lega Pro Prima Divisione. Il 13 gennaio 2011 si trasferisce in prestito alla Triestina, coinvolto in uno scambio che porta a Cremona Robson Toledo Machado.
Terminato il prestito torna a Cremona. Il 2 agosto 2011 viene acquistato dal Frosinone. Il 6 giugno 2012 rescinde consensualmente il contratto con la società.